# Michał Marusik

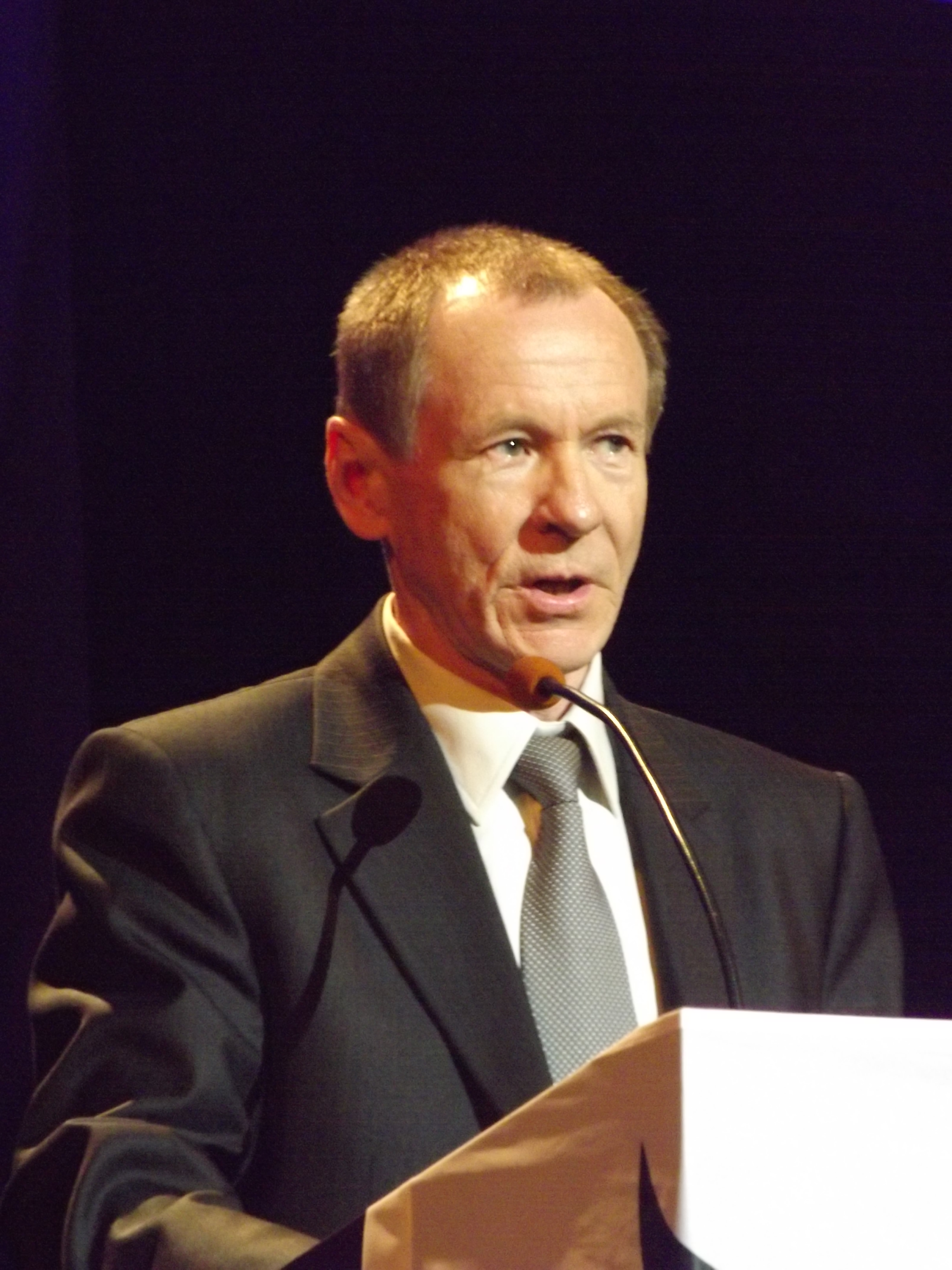
Michał Marusik (2014)

Michał Marusik (* 26. September 1951 in Skrzynki; † 18. Dezember 2020 in Danzig) war ein polnischer Politiker der Partei Kongress der Neuen Rechten.

## Leben
Marusik war ab 2014 Abgeordneter im 8. Europäischen Parlament. Dort war er Mitglied im Ausschuss für Wirtschaft und Währung, im Sonderausschuss zu Steuerentscheidungen und Maßnahmen ähnlicher Art oder mit vergleichbaren Folgen und in der Delegation in der Paritätischen Parlamentarischen Versammlung AKP-EU. Zuerst war er fraktionsloser Abgeordneter, bevor er sich im Juni 2015 der Fraktion Europa der Nationen und der Freiheit anschloss und einer deren stellvertretenden Vorsitzenden wurde.